# ريو نيشيزاوا
ريو نيشيزاوا (西沢 立衛 'Nishizawa Ryue'، Kanagawa Prefecture) (و.1966 - ) هو معماري ياباني مقيم في طوكيو، تخرج من جامعة يوكوهاما الوطنية، وهو مدير وصاحب شركة ريو نيشيزاوا، التي تأسست عام 1997. حصل على جائزة بريتسكر في العمارة عام 2010، بالمشاركة مع كازوو سيجيما.